# Басалгин, Андрей Тимофеевич
Андрей Тимофеевич Басалгин (род. 2 апреля 1960, Пермь) — советский и российский хоккеист, защитник.

## Биография
Воспитанник пермского «Молота», в сезоне 1977/78 дебютировал за команду в первой лиге первенства СССР. Два сезона (1979/80 — 1980/81) провёл в СКА Свердловск в рамках прохождения армейской службы. Отыграв в «Молоте» три сезона, в 1994 году перешёл в воскресенский «Химик», где провёл семь сезонов. В сезоне 1991/92 играл в финских клубах «ТуТо» и «ЛайПа». Вернувшись в Россию, выступал за «Металлург» Череповец (1992/93), «Молот» (1994/95), «Кристалл» Электросталь (1995/96), «УралАЗ» Миасс (1996/97 — 1997/98).